# Konstancin-Jeziorna
Konstancin-Jeziorna là một thị trấn thuộc huyện Piaseczyński, tỉnh Mazowieckie ở trung-đông Ba Lan. Thị trấn có diện tích 18 km². Đến ngày 1 tháng 1 năm 2011, dân số của thị trấn là 16963 người và mật độ 956 người/km².